# Rivière Chaudière (biflöde till Rivière Normandin)
Rivière Chaudière är ett vattendrag i Kanada.   Det ligger i provinsen Québec, i den östra delen av landet, 500 km norr om huvudstaden Ottawa. Rivière Chaudière ligger vid sjöarna  Lac Achen Lac Castonguay Lac des Sagittaires och Lac Gerde.
Trakten runt Rivière Chaudière är nära nog obefolkad, med mindre än två invånare per kvadratkilometer.